# Calamine
Calamine, hay còn được gọi là sữa dưỡng calamine, là một loại thuốc được sử dụng để điều trị các dạng ngứa nhẹ ngoài da Điều này cũng bao gồm cả các dạng ngứa có nguồn gốc từ cháy nắng, côn trùng cắn, sồi độc, hoặc các trường hợp nhẹ trên da khác. Chúng cũng có thể giúp làm khô da. Dược phầm này được bôi trên da dưới dạng kem hoặc kem dưỡng da.
Các tác dụng phụ có thể kể đến như kích ứng da. Sử dụng thuốc trong thai kỳ được coi là an toàn. Calamine là một công thức kết hợp giữa oxit kẽm và oxit ferric 0,5% (Fe2O3). Dạng kem dưỡng da được sản xuất với các thành phần bổ sung thêm như phenol và hydroxide calci.
Kem dưỡng da calamine đã được sử dụng phải từ năm 1500 trước Công nguyên. Nó nằm trong danh sách các thuốc thiết yếu của Tổ chức Y tế Thế giới, tức là nhóm các loại thuốc hiệu quả và an toàn nhất cần thiết trong một hệ thống y tế. Calamine có sẵn trên quầy dưới dạng thuốc gốc. Chi phí bán buôn ở các nước đang phát triển là khoảng 0,25-3,85 USD / chai 100 mL. Tại Vương quốc Anh, chi phí được bán bởi Dịch vụ Y tế Quốc gia khoảng 0,44 £.

## Sử dụng y tế
Calamine được sử dụng để điều trị ngứa,[2] bao gồm cả ngứa do bị cháy nắng, côn trùng cắn hoặc trường hợp nhẹ trên da khác..